# Marsdekreten
Marsdekreten kallas några förordningar, som utfärdades i Frankrike 29 mars 1880 på initiativ av Jules Ferry, som då var undervisningsminister i Freycinets kabinett. 
Dekreten var riktade emot sådana kongregationer eller katolska ordnar, som aldrig blivit av staten erkända. Dekreten varo två. 
1. Det ena påbjöd, att den icke erkända jesuitorden skulle upplösas och dess anstalter utrymmas inom tre månader, vilken tid utsträcktes till 31 augusti för de läroanstalter, i vilka vetenskaplig undervisning meddelades.
2. Det andra förordnade, att varje icke erkänd kongregation inom tre månader skulle hos regeringen söka bekräftelse på sina statut och reglementen samt anhålla om lagligt erkännande för var och en av dess förut befintliga anstalter.

Samtidigt med dekreten offentliggjordes en skrivelse från justitie- och undervisningsministrarna, vilken framhöll, att enligt gällande lag alla religiösa samfund skulle vara av regeringen erkända och att det således vore i strid mot denna lag, som dylika kongregationer uppstått. I en rundskrivelse till prefekterna betonade regeringen dessutom, att dessa kongregationer genom dekreten endast försattes i samma läge som alla andra medborgare och att de även skulle åtnjuta samma rättigheter, bara de underkastade sig lagarna. Dekreten tillhörde de viktigaste leden i Ferrys antiklerikala skolpolitik.